# Jugozapadni indijski hrbat
Jugozapadni indijski hrbat (eng. Southwest Indian Ridge (SWIR)) srednjooceanski je hrbat, koji se nalazi duž dna jugozapadnog Indijskog oceana i jugozapadnog Atlantskog oceana. 
Kao granica divergentne tektonske ploče koja razdvaja Somalsku ploču na sjeveru od Antarktičke ploče na jugu, Jugozapadni indijski hrbat karakterizira izuzetno sporo širenje (samo premašuje širenje grebena Gackel na Arktiku) u kombinaciji s brzim širenjem svoje osi između dvije bočne točke trostruke rupture, Rodrigues (20° 30′ J 70° 00′ E) u Indijskom oceanu i Bouvet (54° 17′ J 1° 5′ W) u Atlantskom oceanu.

## Geološka postavka
Brzina širenja duž Jugozapadnoga indijskoga hrbata varira: prijelaz između sporog (30 mm/god) i ultrasporog (15 mm/god) širenja događa se kod magnetske anomalije C6C (oko 24 Ma). To se događa između 54°–67°E, najdubljeg i možda najhladnijeg i najsiromašnijeg dijela Zemljinog sustava srednjeoceanskog hrbata. Debljina kore brzo se smanjuje kako stope disipacije padnu ispod c. 20 mm/god, a u Jugozapadnome indijskome hrbatu nema vulkanske aktivnosti duž segmenata od 100 km (62 milje) oko osi grebena.